# ويليام جورج ويلسون
ويليام جورج ويلسون (بالإنجليزية: William George Wilson)‏ هو مصور أخبار ومصور وصحفي أمريكي، ولد في 10 مارس 1917 في فينيكسفيل في الولايات المتحدة، وتوفي في 28 أكتوبر 2007.